# Gunnar Petersén
Gunnar Petersén, född 20 februari 1885 i Malmö Sankt Pauli församling, Malmö, död 9 mars 1936 i Uppsala, kyrkosångare, organist, sångevangelist, utgivare av sångsamlingar, musiklärare och kompositör. Officer i Frälsningsarmén i Finland och Sverige samt predikant i Svenska Missionsförbundet.
Enligt Sveriges Dödbok version 3, 4 och 5 (utgivna av Sveriges Släktforskarförbund) så dog Gunnar Petersén 1936-03-09 i Uppsala.

## Sånger
- O, vad fröjd, han lever, vår Immanuel (Frälsningsarméns sångbok 1990 nr. 740)
- Gud är vår tillflykt, starkhet och borg (Psalmer och Sånger 1987 nr. 625)
- Mitt hjärta trår och trängtar

Han har tonsatt Bön av Anders Österling enligt noter i min ägo.
Gunnar skrev 3 olika typer av musik: Kyrkogmusik, militärmusik och barnvisor.
En barnvisa av honom börjar "Lille Kalle står på strand med ett metspö i sin hand". Melodin knycktes av amerikanarna (enligt uppgift från personer i Gunnars släkt) och kom då i USA att heta "Music Music Music".